# Euhelopus

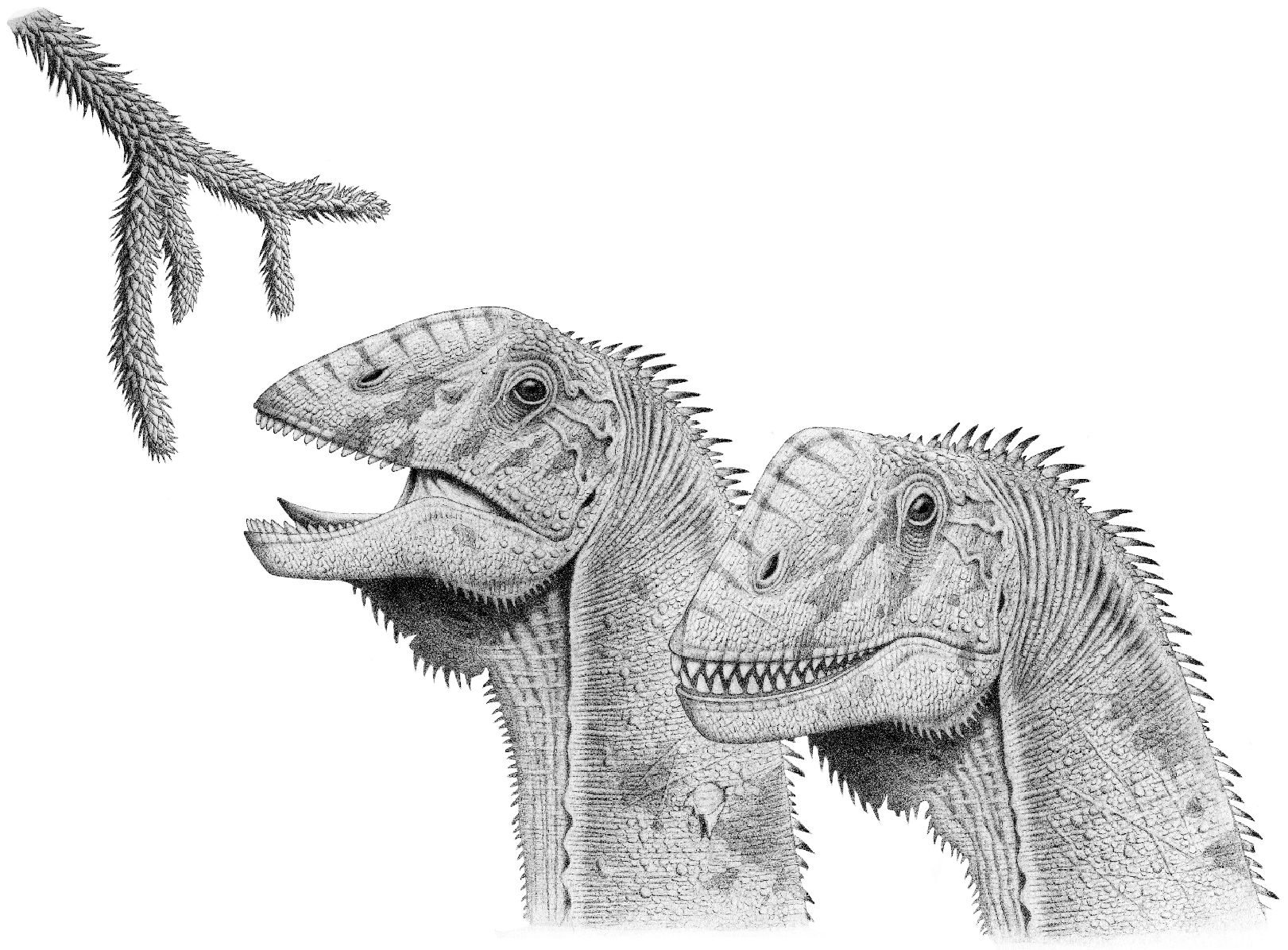
Representação artística de dois Euhelopus

Euhelopus é um gênero de dinossauros saurópodes que viveu há entre 145 e 133 milhões de anos, durante os estágios Berriasiano e Valanginiano do Cretáceo Inferior no que hoje é a província de Xantum na China. Era um grande herbívoro quadrúpede. Ao contrário da maioria dos outros saurópodes, o Euhelopus tinha patas dianteiras mais longas do que as traseiras. Esta descoberta foi paleontologicamente significativa porque representou o primeiro dinossauro investigado cientificamente na China: visto em 1913, redescoberto em 1922 e escavado em 1923 e estudado por T'an durante o mesmo ano. Ao contrário da maioria dos espécimes de saurópodes, ele tem um crânio relativamente completo.

## Descrição

Tamanho comparado

Desde a sua descrição original, o euhelopus tem sido frequentemente considerado um saurópode bastante grande. Pensa-se que pesa cerca de quinze a vinte toneladas e atinge um comprimento adulto de 15 m. Estimativas posteriores reduziram isso consideravelmente. Em 2016, Gregory S. Paul estimou o comprimento do corpo em onze metros e o peso em 3,5 toneladas.

## Descoberta e nomeação
A descoberta original foi feita em 1913 por um padre católico, padre R. Mertens. Ele mostrou alguns restos que havia escavado ao engenheiro de mineração alemão Gustav Behaghel, que em 1916 enviou três vértebras para o chefe do Serviço Geológico da China Ding Wenjiang ("V.K. Ting"). Esta foi provavelmente a primeira ocasião em que ossos de dinossauro da China foram cientificamente estudados. Com a ajuda de outro padre católico, padre Alfred Kaschel, o local foi redescoberto em novembro de 1922 por Johan Gunnar Andersson e Tan Xichou. Em março de 1923, o estudante austríaco Otto Zdansky escavava dois esqueletos em locais a cerca de três quilômetros de distância e o holótipo foi estudado por H.C. T'an, também em 1923. Foi originalmente descrito e chamado Helopus, que significa "Pé de Pântano", pelo paleontólogo sueco Carl Wiman em 1929, após o grego ἕλος, helos, "pântano", e πος, pous, "pé". O nome refere-se à área pantanosa dos achados e à truga, sapatos de pântano suecos, que segundo Wiman se assemelhava aos pés largos do animal.

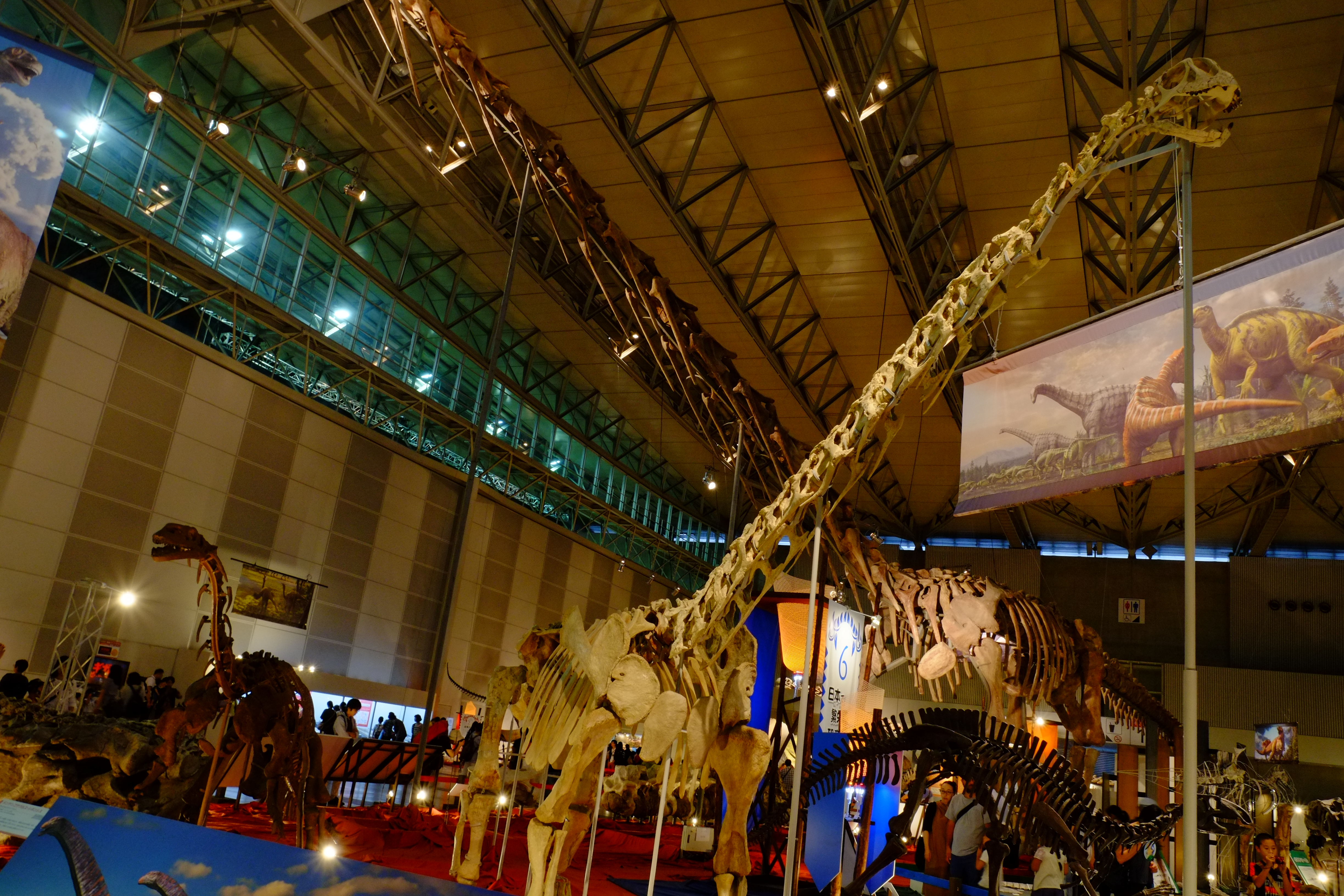
Esqueleto montado em museu no Japão

Este nome, no entanto, já pertencia a um pássaro porque o terno cáspio já tinha sido chamado de Helopus caspius Wagler 1832. O dinossauro saurópode foi, portanto, renomeado Euhelopus (verdadeiro pé-de-pantâno) em 1956 por Alfred Sherwood Romer. Provou haver um gênero de planta (uma grama) com o mesmo nome genérico, Euhelopus. A espécie do tipo é Helopus zdanskyi. O combinatio nova é Euhelopus zdanskyi. O nome específico homenageia Zdansky. O espécime PMU 24705 (anteriormente PMU R233) forma de acordo com Wilson & Upchurch o holótipo, base descritiva, para a espécie Euhelopus zdanskyi. Representa um dos esqueletos encontrados por Zdansky, chamado "Exemplar a" por Wiman, que não atribui ficou formalmente um holótipo. é o esqueleto original encontrado por Mertens. uma série de vinte e cinco vértebras pré-craniais e o osso da coxa esquerda. O segundo esqueleto, de um indivíduo tão grande quanto o holótipo, foi designado "Exemplar b" por Wiman. Foi por Wilson & Upchurch referido a Euhelopus. Este espécime PMU 24706, anteriormente PMU 234, compreende nove vértebras dorsais articuladas e o sacro, duas costelas dorsais, uma pelve quase completa, e uma plataforma traseira direita sem o quinto metatarso e várias falanges de pata. Em 1923, Zdansky não tinha tempo para terminar a escavação do holótipo. No outono de 1934, Yang Zhongjian ("C.C. Young") e Bian Meinian ("M.N. Bien") retornaram à pedreira e garantiram quatro vértebras traseiras, um osso no ombro esquerdo e um úmero esquerdo.